# Jiráskovo náměstí (Praha)
Jiráskovo náměstí v Praze leží na pravém břehu Vltavy v těsném sousedství Jiráskova mostu ve čtvrti Nové Město. Má přibližně čtvercový tvar o velikosti asi 70 x 70 metrů.
Ze tří stran je náměstí obestavěno domy, ze severní strany je zakončeno Masarykovým nábřežím s dominantní budovou SVU Mánes a s černou Šítkovskou vodárenskou věží na jižním cípu Slovanského ostrova. Ve středu náměstí dominuje bronzová socha Aloise Jiráska v malém parčíku; pomník vytvořil v roce 1960 akademický sochař Karel Pokorný. Spisovatel zde od roku 1903 žil v domě na rohu Resslovy ulice (dům na obrázku za pomníkem); zde také 12. března 1930 zemřel. Na jižní straně odděluje rušná čtyřproudová komunikace, spojující Jiráskův most a Resslovu ulici, od zbytku náměstí dvě budovy – Tančící dům a sousední dům jenž je významný tím, že v něm žili a tvořili spisovatelé Eduard Bass a Jan Drda. V těsném sousedství Tančícícho domu pak bydlel na Rašínově nábřeží v domě své rodiny Václav Havel i jeho bratr Ivan Havel.

## Fotogalerie

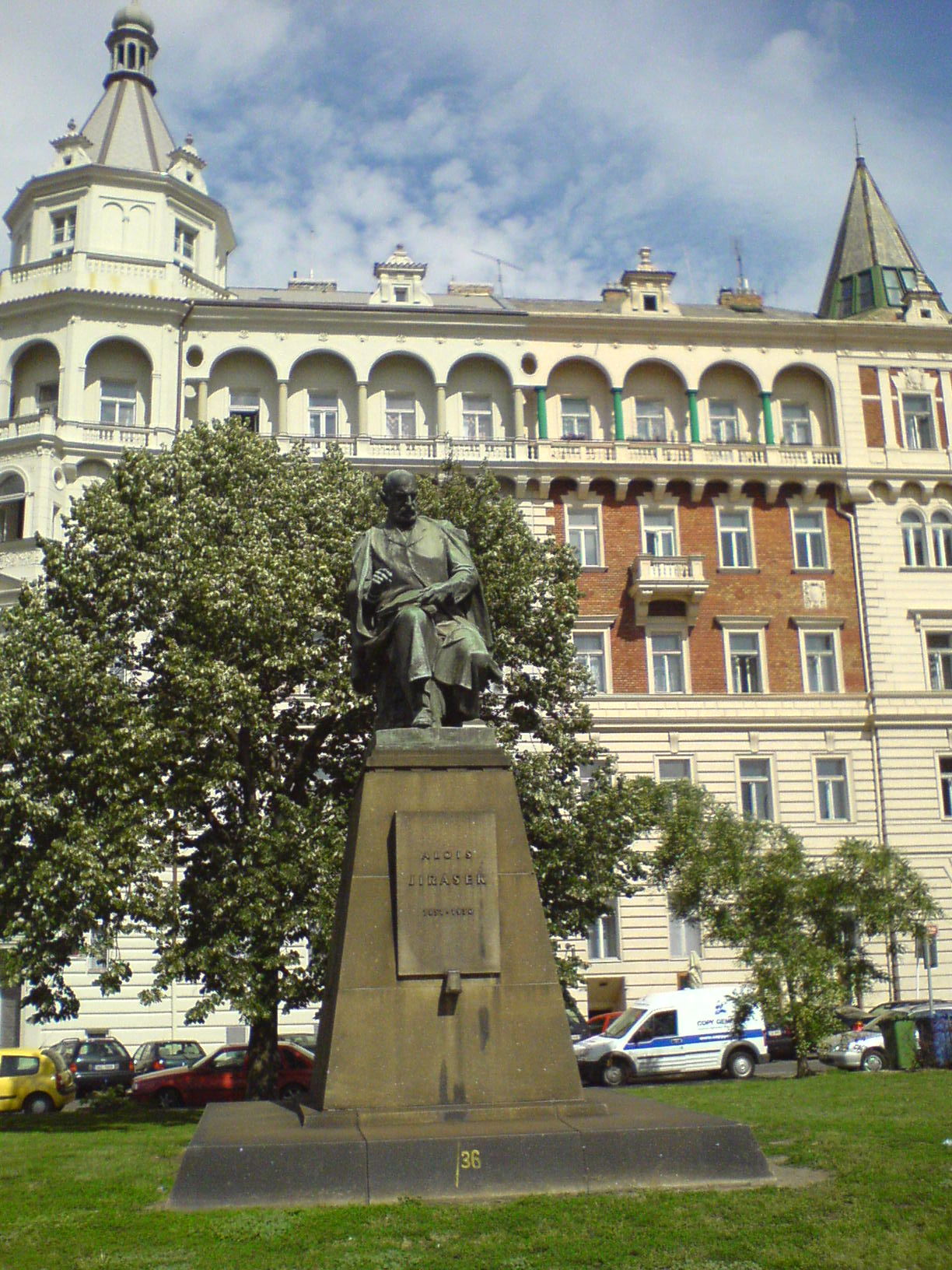
Pomník Aloise Jiráska
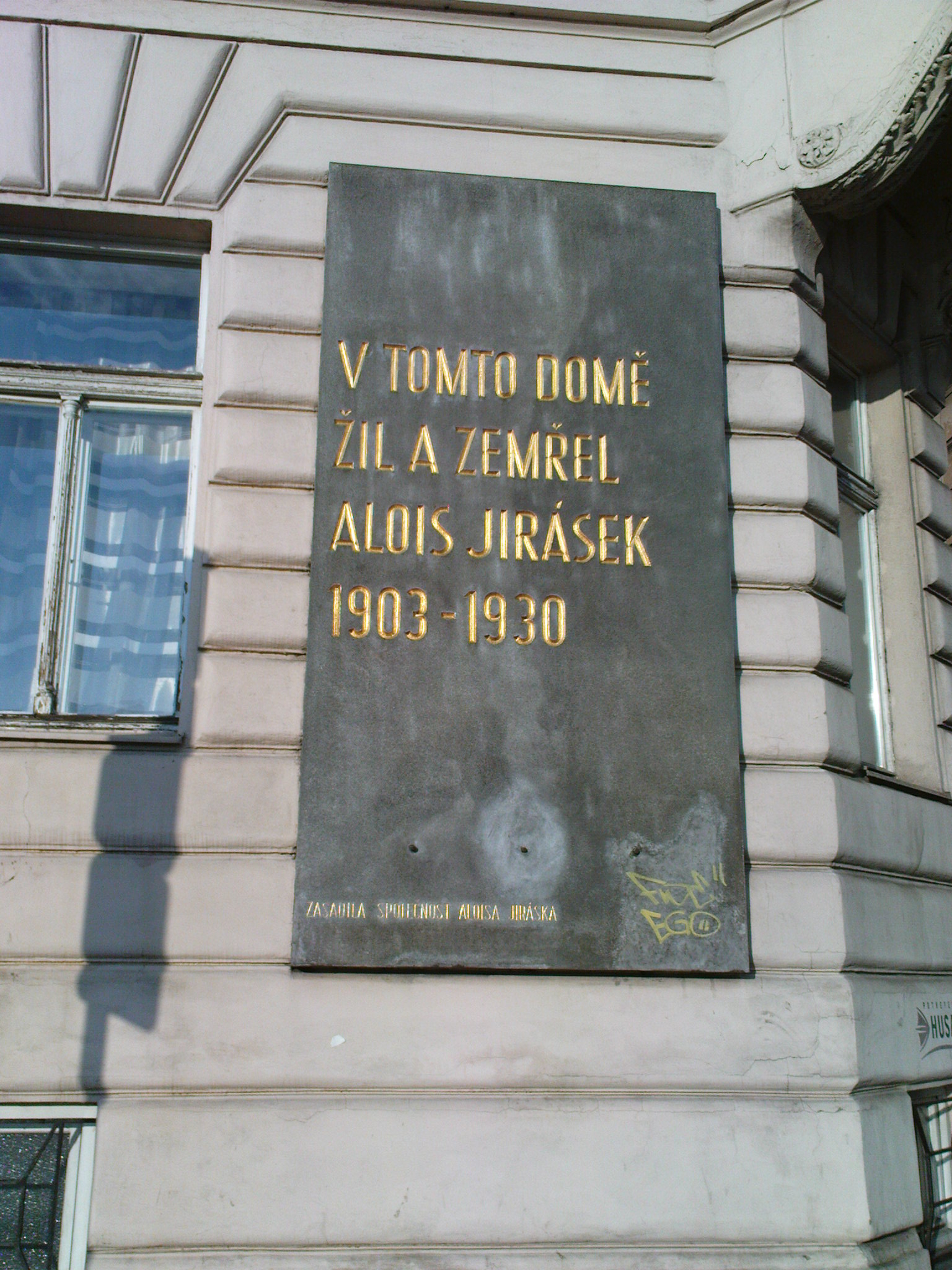
Pamětní deska Aloise Jiráska
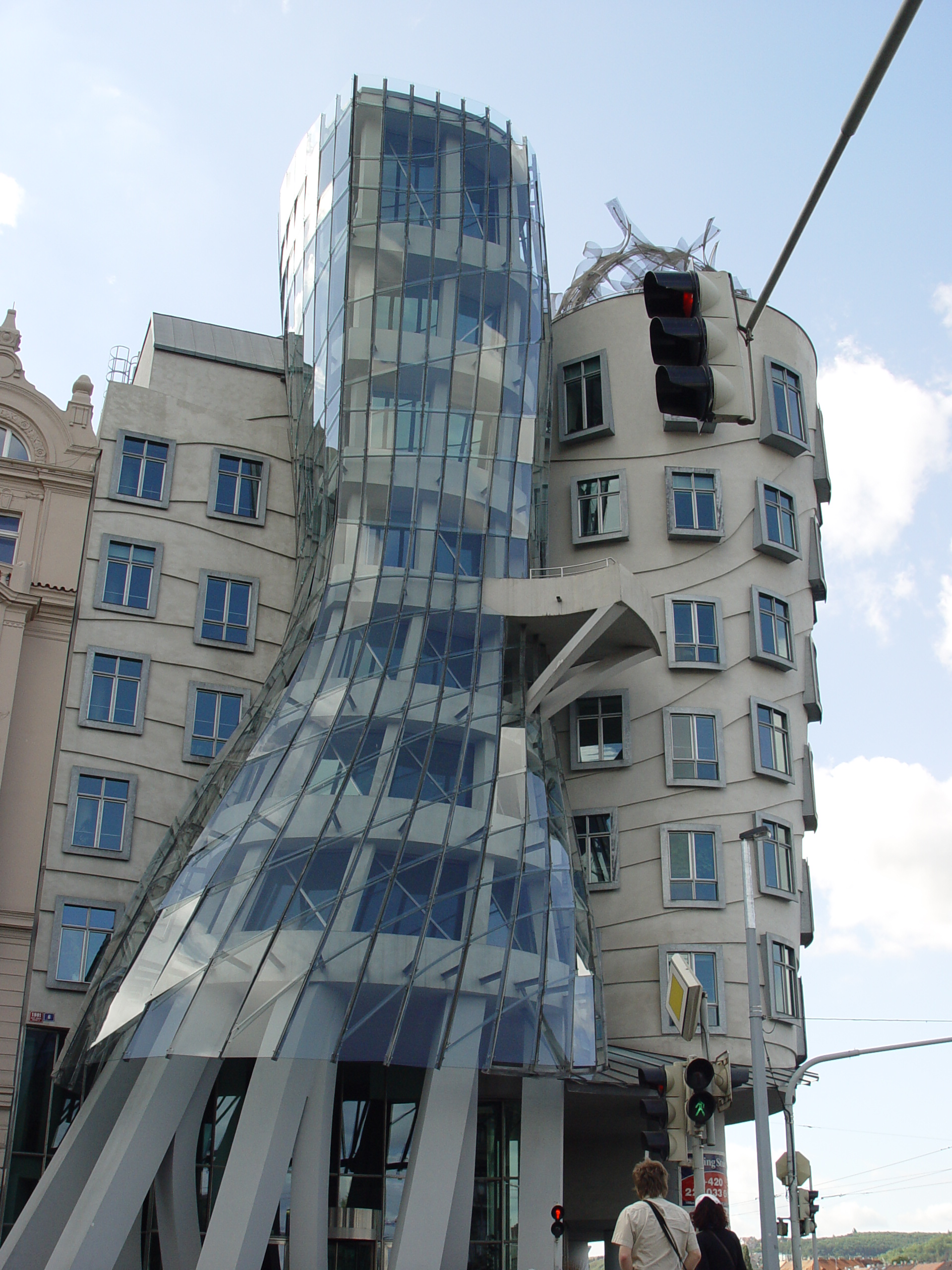
Tančící dům
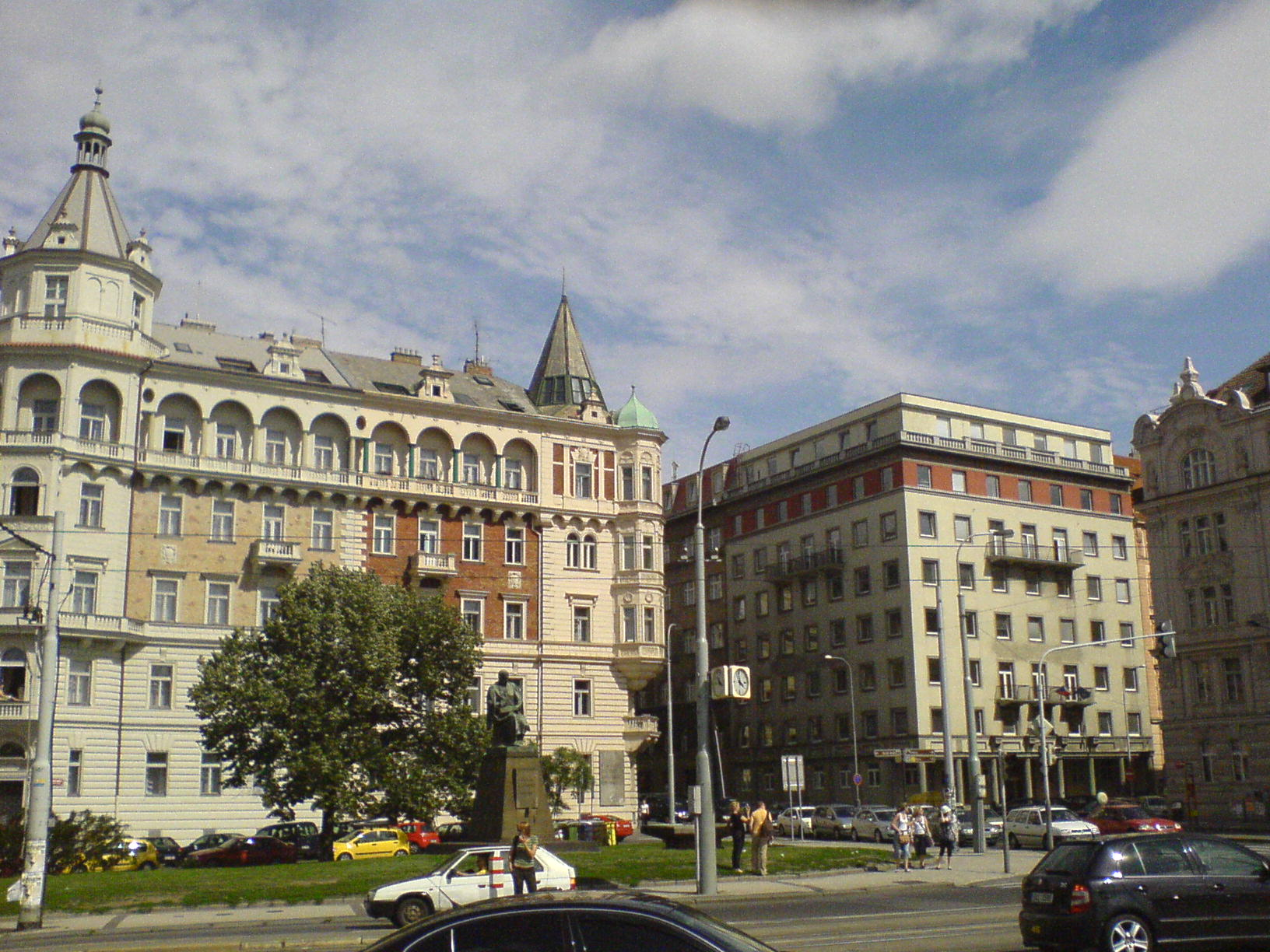
Jiráskovo náměstí, pohled od nábřeží

Jiráskovo náměstí, panorama